# 아사히촌 (니가타현 미나미칸바라군)
아사히촌(旭村)은 니가타현 미나미칸바라군에 설치되었던 촌이다.